# بي. س. إدواردز
بي. س. إدواردز (بالإنجليزية: B. C. Edwards)‏ هو مدرب كرة سلة أمريكي، ولد في 21 أكتوبر 1865 في بلومينغبورغ في الولايات المتحدة، وتوفي في 2 نوفمبر 1950.